# Stob Coire Sgreamhach
Stob Coire Sgreamhach är ett berg i Storbritannien.   Det ligger i kommunen Highland och riksdelen Skottland, i den nordvästra delen av landet, 600 km nordväst om huvudstaden London. Toppen på Stob Coire Sgreamhach är 1 072 meter över havet, eller 147 meter över den omgivande terrängen. Bredden vid basen är 0,98 km.
Terrängen runt Stob Coire Sgreamhach är varierad.Runt Stob Coire Sgreamhach är det mycket glesbefolkat, med 2 invånare per kvadratkilometer. Närmaste större samhälle är Kinlochleven, 8,5 km norr om Stob Coire Sgreamhach. Trakten runt Stob Coire Sgreamhach består i huvudsak av gräsmarker.